# Alena Kijewitsch
Alena Mikalajeuna Kijewitsch (belarussisch Алена Мікалаеўна Кіевіч, englisch Alena Kievich; * 16. Oktober 1987 in Brest) ist eine belarussische Sprinterin.
2009 gewann sie mit der belarussischen Mannschaft Bronze in der 4-mal-400-Meter-Staffel bei den Leichtathletik-Halleneuropameisterschaften in Turin und schied bei den Weltmeisterschaften in Berlin über 200 m und in der 4-mal-100-Meter-Staffel jeweils im Vorlauf aus.
Bei der 4-mal-400-Meter-Staffel der Leichtathletik-Europameisterschaften 2010 in Barcelona kam sie mit der belarussischen Stafette auf den siebten Platz.

## Persönlichen Bestzeiten
- 100 m: 11,61 s, 27. Juni 2009, Hrodna
- 200 m: 23,15 s, 18. Juli 2009, Kaunas
  - Halle: 23,57 s, 30. Januar 2010, Mahiljou
- 400 m: 53,60 s, 19. Juli 2008, Minsk